# David McVicar
Sir David McVicar (né en 1966, à Glasgow) est un metteur en scène écossais d'opéra et de théâtre. 

## Sélection de ses mises en scène
- Agrippina : La Monnaie, Théâtre des Champs-Élysées, English National Opera
- Aida : Royal Opera House
- Alcina : Bilbao, Oviedo
- Billy Budd : Lyric Opera of Chicago
- La Bohème : Festival de Glyndebourne
- Carmen : Festival de Glyndebourne (disponible en DVD).
- La clemenza di Tito : English National Opera
- Les contes d'Hoffmann : Festival de Salzbourg, Vlaamse Opera
- Don Giovanni : La Monnaie
- Faust : La Monnaie
- Fidelio : New Zealand International Arts Festival
- Giulio Cesare :  Festival de Glyndebourne (disponible en DVD).
- Hamlet : Opera North
- Idomeneo : Vlaamse Opera, Scottish Opera
- L'incoronazione di Poppea : Théâtre des Champs-Élysées, Opéra national du Rhin, Opéra de Copenhague
- Macbeth : Théâtre Mariinsky, Royal Opera House
- Madame Butterfly : Scottish Opera
- Manon : New Zealand Opera, Dallas Opera, Houston Grand Opera, Liceu (disponible en DVD.)
- A Midsummer Night's Dream :  La Monnaie
- Le nozze di Figaro :  Royal Opera House (disponible en DVD et en Blu-ray).
- The Rape of Lucretia : Festival d'Aldeburgh
- Il re pastore : Opera North
- Rigoletto : Royal Opera House (disponible en DVD).
- Der Rosenkavalier : Opera North, Scottish Opera
- Salomé : Royal Opera House (disponible en DVD).
- Semele : Théâtre des Champs-Élysées, Opéra national du Rhin
- Sweeney Todd : Opera North
- Tamerlano : Deutsche Oper am Rhein
- Tosca : English National Opera
- Il trovatore : The Metropolitan Opera, Lyric Opera of Chicago, San Francisco Opera (enregistré au Metropolitan Opera, et disponible en DVD ainsi qu'en Blu-ray).
- Die Zauberflöte : La Monnaie, Royal Opera House (enregistré au ROH, et disponible en DVD ainsi qu'en Blu-ray).
- Médée de Marc-Antoine Charpentier : Opéra Garnier (2024)